# Kościół Wniebowzięcia Najświętszej Maryi Panny w Kopciówce
Kościół Wniebowzięcia Najświętszej Maryi Panny w Kopciówce – rzymskokatolicki kościół wzniesiony w latach 1936–1939 i 1992–2000 w Kopciówce na Białorusi. Od 2010 r. kościół ma status sanktuarium Matki Bożej Jasnogórskiej Cierpliwie Słuchającej.

## Historia
O rozpoczęciu budowy kościoła postanowiono 30 stycznia 1936 r. na zebraniu mieszkańców gminy Hornica. Plac pod budowę kościoła poświęcił w dniu 26 kwietnia 1936 r. metropolita wileński ks. arcybiskup Romuald Jałbrzykowski. Budowę kościoła przerwał wybuch II wojny światowej. Ukończono wówczas mury budynku. Po zakończeniu wojny w kościele urządzono magazyn, a po kilku latach zamieniono go na młyn. W 1991 r. budynek zwrócono katolikom w bardzo złym stanie. Pierwszą po wojnie mszę świętą odprawili w kościele w dniu 14 lipca 1991 r. ks. kardynał Edmund Szoka i ks. biskup grodzieński Aleksander Kaszkiewicz. 15 lipca 1995 r. poświęcili oni świątynię i wmurowali kamień węgielny w mury prezbiterium. 15 marca 1997 r. biskup Kaszkiewicz dokonał poświęcenia dzwonu, któremu nadano imię "Maryja". Organy do świątyni podarowała parafia św. Barbary w Warszawie. Zostały poświęcone przez ks. biskupa Antoniego Dziemiankę 14 listopada 1999 r. 11 czerwca 2000 r. biskup kielecki Kazimierz Ryczan konsekrował świątynię. Współkoncelebrantami uroczystej mszy świętej byli ks. bp Aleksander Kaszkiewicz, ks. bp Marian Florczyk, ks. bp Antoni Dziemianko oraz liczni kapłani. W ołtarz główny wmurowano relikwie męczennic św. Marceli i św. Wiktorii. 
25 marca 2006 roku generał zakonu Paulinów na Jasnej Górze o. Izydor Matuszewski w czasie Apelu Maryjnego ofiarował kościołowi w Kopciówce kopię Jasnogórskiej Ikony. Przy kościele zostało utworzone Wzgórze Nadziei – kompleks kapliczek dla szerzenia kultu maryjnego. 3 maja 2006 r., w uroczystość Matki Bożej Królowej Polski, obraz został uroczyście wprowadzony na Wzgórze Nadziei w Kopciówce. 8 lipca 2007 r. ks. kardynał Edmund Kazimierz Szoka i ks. biskup Aleksander Kaszkiewicz poświęcili obraz Matki Bożej Jasnogórskiej wraz z nastawą ołtarzową. 
Dekretem ks. biskupa Aleksandra Kaszkiewicza z dnia 23 marca 2010 r. kościół parafialny w Kopciówce na Wzgórzu Nadziei ustanowiono Sanktuarium Matki Bożej Jasnogórskiej – Cierpliwie Słuchającej.